# Martirio di Santa Caterina d'Alessandria (Guercino)
Il Martirio di Santa Caterina d'Alessandria è un dipinto realizzato nel 1653 dal Guercino, commissionato a Cento e destinato ad essere presentato in dono al cardinale Alderano Cybo-Malaspina, legato pontificio a Ferrara.

## Storia
Sono noti due disegni preparatori della tela: il primo è compatibile, a livello compositivo, con alcune modifiche del dipinto; sul retro del foglio vi è anche una rappresentazione separata dell'esecutore. Questo disegno è attualmente conservato presso una collezione privata a Londra, mentre il Museum of Fine Arts di Boston ne conserva un altro che replica sostanzialmente quanto raffigurato nella versione londinese, ma contiene anche un'indicazione che fa riferimento ad una incisione dell'opera - sconosciuta o le cui stampe non si sono conservate - realizzata da Francesco Bartolozzi.
Il Santuario di San Francesco a Monteluco conserva una piccola copia del dipinto, opera di Ercole Gennari: con ogni probabilità la riproduzione è stata portata a termine nella bottega del Guercino, quest'ultimo un tempo allievo del padre di Ercole Gennari, Benedetto Gennari senior, e legato alla famiglia del suo maestro per tutta la sua vita - lo stesso Ercole sposò Lucia, sorella di Giovanni Francesco.
La tela rimase a Ferrara per molto tempo, mentre resta sconosciuta la sua collocazione per un notevole arco temporale. Riemerge nuovamente nella prima metà del XIX secolo a Londra, posseduta dal mercante inglese G. Farrer, dal quale fu acquistata da parte del re dei Paesi Bassi Guglielmo II. La vendita postuma della collezione del sovrano olandese portò il Martirio, per volere di Nicola I di Russia nel 1850, a far parte delle collezioni dell'Ermitage di San Pietroburgo, dove tuttora è conservato.

## Descrizione
Il dipinto rappresenta un episodio tratto dalla Legenda Aurea, ossia la decapitazione di Caterina d'Alessandria. La santa è raffigurata inginocchiata con le mani giunte, mentre accanto a lei, un esecutore seminudo che impugna con la mano destra una spada, mentre con la sinistra trattiene la testa di Caterina dai capelli, pronto a mozzarla. Sulla sinistra, alle spalle del giustiziere, è possibile osservare la ruota dentata, strumento da utilizzare per l'originario martirio che sarebbe dovuto avvenire tramite il supplizio della ruota, ma prodigiosamente distrutto da un angelo. Quest'ultimo è presente nella scena con le sembianze di un putto, mentre mantiene una corona nella mano sinistra e un ramo di palma nella destra: stando alla Legenda Aurea, entrambi sono attributi di Caterina.